# Jens Christian Svabo
Jens Christian Svabo, född 1746 i Miðvágur på Vágar (Färöarna), död 14 februari 1824 i Torshamn, var en färöisk folkminnesamlare och språkforskare.
Fadern, Hans Christophersen Svabonius, prästson från Mors på Jylland, blev sockenpräst för Vágar prästegäll 1734. Modern, Maria Samuelsdatter, var dotter till lagmannen Samuel Pedersen. Svabo dimitterades från Torshamns latinskola 1765, tog filosofisk examen vid Köpenhamns universitet 1767 och studerade främst naturvetenskap och ekonomi, men lade som "regensianer" grunden till sin färöiska ordbok, som han under hela sitt liv fortsatte att arbeta på.
År 1773 utgav Svabo en liten ekonomisk skrift "till den färöiska lantmannens nytta" och insände samma år till regeringen ett förslag till olika ekonomiska försök på Färöarna, vilket ledde till att regeringen vidtog en rad åtgärder till främjande av det färöiska näringslivet, särskilt lantbruket. Dessa reformförsök fick emellertid inte någon förståelse från befolkningen, och utbytet blev därför ringa.
Åren 1781–82 reste Svabo för kunglig räkning runt på Färöarna med syfte att författa en fysisk och ekonomisk beskrivning av landet.  År 1783 insände han sina Indberetninger (sju kvartband med teckningar, finns i det danska riksarkivet), men han lyckades inte få dem tryckta. En mindre del av detta intressanta verk, som innehåller utförliga upplysningar om öarnas natur, befolkningens levnadssätt o.s.v., utgavs på hundraårsdagen av hans död (1924).
Under vistelsen på Färöarna utökade Svabo sin färöiska ordsamling till det dubbla och fick även tid till att uppteckna en betydande del av de gamla färöiska kvaden, som till dess hade levt så gott som ouppmärksammade på folkets läppar (hans kvadsamling utgör tre kvartband och finns på Det Kongelige Bibliotek).
Trots sitt omfattande och oegennyttiga arbete lyckades Svabo aldrig att få något ämbete och tvingades, efter att i åratal ha fört en fruktlös kamp mot fattigdomen, sommaren 1800 resa hem till Färöarna, där han levde resten av sitt liv hos sin släkt i Torshamn. Här fullföljde han den sista och mest intressanta delen av sina många färöiska ordboksarbeten (handskrifterna finns i Det Kongelige Bibliotek och Köpenhamns universitetsbibliotek). I övrigt ägnade han sig åt undervisning och förstod att väcka intresse för det färöiska språket och färöiska folkminnen hos sina elever, av vilka flera fick betydelse för färöiskt kulturliv. Men det blev hans systersonson Venceslaus Ulricus Hammershaimb, som upptog och fortsatte hans gärning.